# 330 aC
El 330 aC va ser un any del calendari romà prejulià. A la República i a l'Imperi Romà es coneixia com l'Any del consolat de Cras i Vennó (o també any 424 ab urbe condita o de la Fundació de Roma). La denominació «330 aC» per a aquest any s'ha emprat des de l'edat mitjana, quan el calendari Anno Domini va ser el mètode prevalent a Europa per a anomenar els anys.

## Esdeveniments

### Imperi Aquemènida
- La batalla de les Portes Perses és un enfrontament entre l'Imperi Aquemènida i Alexandre el Gran a les Portes Perses. L'exèrcit aquemènida el comanda el sàtrapa de la regió de Pèrsia (Fars), Ariobarzanes, i la seva germana Youtab. L'exèrcit macedoni el dirigeix Alexandre el Gran. Ariobarzanes dirigeix l'última resistència de l'exèrcit persa.[2][3]
- Alexandre el Gran ocupa Persèpolis, la capital de l'Imperi Aquemènida, la saqueja i incendia el Palau de Xerxes per simbolitzar potser la fi de la Guerra panhel·lènica contra els perses. Alguns historiadors antics parlen de la total destrucció de la ciutat, entre ells Plutarc,[4] Diodor de Sicília[5] i Quint Curci Ruf.[6] Però probablement una part de la ciutat no va ser cremada, perquè poc després de la mort d'Alexandre, el sàtrapa Peucestes va oferir sacrificis a la ciutat pels manes de Filip II i d'Alexandre.[7][8]
- Alexandre el Gran marxa en persecució de Darios III i entra a Ecbàtana, on captura el tresor reial.[9]
- Bessos, sàtrapa de Bactriana, rep a Darios III que fuig dels macedonis. Deposa el rei el vol entregar als enemics, perquè aturin la persecució, però Alexandre el Gran ordena continuar la marxa. El mes de juliol, Bessos, Babistanes i altres nobles, amb el temor de l'arribada d'Alexandre, maten Darios III i deixen el cadàver perquè el trobi l'exèrcit macedoni, esperant que així pararien l'avanç.[10][11]

### Antiga Grècia
- Demòstenes pronuncia el discurs Sobre la corona, on defensa l'orador Ctesifont i ataca de manera vehement tots aquells que havien preferit la pau amb Macedònia.[12]

### Antiga Roima
- Luci Papiri Cras i Luci Plauci Vennó són elegits cònsols romans. Els dos col·legues fan la guerra contra els habitants de Privernum i de Fundi, de resultats aparentment victoriosos, però segurament poc gloriosos, ja que no obtenen el triomf.[13]
- Marc Vitruvi Vac, un personatge influent tant a Roma (on tenia una mansió al Palatí, com a Fundi i Privernum, dirigeix la revolta contra els romans. El cònsol Plauci Vennó el va vèncer sense dificultats, el fa presoner i l'executa a Roma.[14]

## Necrològiques
- Mort per execució de Filotes, general macedoni, acusat de conspirar contra Alexandre el Gran.[15]